# Chugimago
Der Chugimago (oder Chukyima Go) ist ein Berg im Himalaya in der Gebirgsgruppe Rolwaling Himal.
Der 6259 m hohe Chugimago liegt in der nepalesischen Verwaltungszone Janakpur. 
Der Chugimago bildet die höchste Erhebung einer Berggruppe, die im Norden vom Rolwaling-Tal und im Osten vom Flusstal des Nupche Khola, einem rechten Nebenfluss des Likhu Khola, begrenzt wird.
4 km nordnordöstlich des Chugimago befindet sich der Gletschersee Tsho Rolpa.
Zwischen dem Chugimago und dem 2,39 km südwestlich gelegenen 5925 m hohen Trekkinggipfel Ramdung Go verläuft der Ramdunggletscher in westlicher Richtung.

## Besteigungsgeschichte
Der Gipfel wurde im Jahr 1952 von einer britisch-nepalesischen Expedition über den Westnordwestgrat erstbestiegen. Expeditionsteilnehmer waren Tom MacKinnon, George Roger, Douglas Scott, Tom Weir, Ang Dawa Sherpa, Dawa Tenzing Sherpa und Mingma Sherpa.
Eine erste Besteigung des Chugimago über die Westwand gelang dem Slowenen Domen Kastelic und dem Amerikaner Sam Hennessey am 11./12. Oktober 2014.